# 有界型空間
数学、特に函数解析学における有界型空間（ゆうかいけいくうかん、ゆうかいがたくうかん界相空間（かいそうくうかん、英: bornological space; ボルノロジー空間）は、集合や函数の有界性の問題をある意味で考えるのに最低限必要な構造というものを抽出した空間のクラスである（これは位相空間が連続性の問題を考えるのに最低限必要な構造を抽出したものであったことと同様の考え方である）。界相空間を初めて考えたのはマッキーで、命名はブルバキによる（フランス語で有界を意味する borné (と位相 topology) に由来）。

## 有界集合系
任意の集合 X について、X 上の有界集合系あるいは界相有界型 (bornology) とは、X の部分集合族 B で、
- B は X を被覆する: {\displaystyle \scriptstyle X=\bigcup \mathbf {B} ;}
- B は包含関係に関して閉じている: A ∈ B かつ A′ ⊆ A, ならば A′ ∈ B;
- B は有限合併に関して閉じている: B1, ..., Bn ∈ B, ならば {\displaystyle \scriptstyle \bigcup _{i=1}^{n}B_{i}\in \mathbf {B} }

を満足するものをいう。このとき集合族 B の各元は X の有界集合と呼ばれ、対 (X, B) を界相付き集合 (bornological set) と言う。
有界集合系 B の有界基あるいは有界集合の基本系 (base of the bornology) とは B の部分集合 B0 で B の各元が B0 の元の部分集合となっているときに言う。

### 例
- 任意の集合 X に対し、X の離散位相は有界集合系を成す。
- 任意の集合 X に対し、X の有限（または可算無限）部分集合全体の成す族は有界集合系を成す。
- 任意の T1 位相空間 X に対し、コンパクトな閉包を持つ部分集合全体の成す族は有界集合系を成す。

## 有界写像
空間 X および Y の有界集合系 B1 および B2 がそれぞれ与えられているとき、写像 f: X → Y が有界写像であるとは、f が X の任意の B1-有界集合を Y の B2-有界集合へ写すときに言う。さらに加えて f が全単射ならば逆写像 f−1 もまた有界写像であり、このとき f は界相同型 (bornological isomorphism) であると言う。
例X と Y は任意の位相線型空間（必ずしもハウスドルフでなくてよい）とし、f: X → Y をその間の連続線型作用素とする。X と Y にそのフォン・ノイマン界相を入れるとき、f は有界線型作用素である。逆は必ずしも真でない。
定理局所凸位相線型空間 X, Y と線型写像 u: X → Y に対して以下は同値である:
- u は有界写像である。
- u は有界円板を有界円板に写す。
- Y の任意の界呑円板 D に対し {\displaystyle u^{-1}(D)} は界呑。

## 線型有界集合系
体 K 上のベクトル空間 X に対し、X 上の線型界相 (vector bornology) とは、X 上の有界集合系 B であってベクトルの加法およびスカラー乗法について閉じており、さらに均衡包が定式化できる（即ち、二つの有界集合の合併がまた有界である、など）ときにいう。さらに加えて B が凸包の定式化で閉じている（即ち、有界集合の凸包がふたたび有界である）とき、B は凸線型界相 (convex vector bornology) であるという。また、X の有界部分空間が自明な部分空間（即ち 0 のみからなる部分空間）であるとき、界相は分離している (separated) という。有界集合系 B の部分集合 A が界呑有界型的 (bornivorous) であるとは、それが任意の有界集合を併呑するときに言う。線型界相の場合、 A が界呑であるのは任意の有界均衡集合を併呑するときであり、凸線型界相の場合には任意の有界円板を併呑するとき A は界呑である。

### 位相線型空間の界相
任意の位相線型空間 X は、X の部分集合 B が有界（フォンノイマン有界）であるというのを、X の零ベクトルを含む任意の開集合 U に対して B ⊂ λ0U を満たすスカラー λ0 が存在することと定めることにより、有界集合の全体として有界集合系が与えられる。X が局所凸位相線型空間ならば B ⊂ X が有界となる必要十分条件は X 上の任意の連続半ノルムが B 上で有界となることである。
X の有界部分集合全体の成す集合族は X の界相あるいはフォンノイマン界相 (Von-Neumann bornology) と呼ばれる。

### 誘導位相
ベクトル空間 X と線型界相 B がはじめに与えられているとき、X の凸、均衡かつ界呑な部分集合全体の成す集合族を T とすると、T は X 上の局所凸位相に対する 0 の近傍基を成す。即ち T は X の線型空間構造と両立する。

## 界相空間
函数解析学において、界相空間とは、局所凸位相線型空間であって、その位相がその自然な有界集合系から回復できるものを言う。明示的に述べれば、連続的双対空間 X′ を持つ局所凸ハウスドルフ空間 X が界相空間であるとは、以下の同値な条件の何れか（従って全部）を満足するときに言う。
- X のフォンノイマン界相から誘導される局所凸位相が X′ の始位相（英語版）に一致する。
- X 上定義される任意の有界半ノルムが連続である。
- 任意の局所凸空間 Y に対し X から Y への任意の有界線型作用素が連続である。
- X はノルム空間の帰納極限である。
- X は D が全ての有界閉円板（あるいは X のすべての有界円板）を亙るときのノルム空間 XD の帰納極限に一致する（XD の定義は後述）。
- X の任意の凸、均衡かつ界呑部分集合が零ベクトル 0 の近傍を成す。
- X にマッキー位相 {\displaystyle \tau (X,X')} を入れるとき、X 上の任意の有界線型汎函数が連続である。
- X は次の二つの条件をともに満たす:
  1. X は凸列型 (convex-sequential) または C-列型 (C-sequential) である、即ち X の任意の凸列型開集合が開となる。
  2. X は点列界相 (sequentially-bornological) 空間または S-界相 (S-bornological) 空間である、即ち X の任意の凸かつ界呑部分集合が点列開になる（ただし、X の部分集合 A が点列開 (sequentially open) であるとは 0 を被覆する任意の列が A にほとんど含まれる (eventually belongs to) ことをいう。列型空間も参照のこと）。

### 例
以下の位相線型空間は界相空間である。
- 任意の距離付け可能な局所凸空間は界相空間である。特に任意のフレシェ空間は界相空間である。
- 任意の LF-空間、即ちフレシェ空間の狭義帰納極限となるような任意の局所凸空間は、界相空間である。
- 界相空間の分離商はまた界相空間である。
- 界相空間の局所凸直和や帰納極限もまた界相空間である。
- フレシェ空間やモンテル空間は界相空間となる強双対を持つ。

### 性質
- 界相空間 X とその連続的双対 X′ に対し、X の位相はマッキー位相 τ(X,X′) に一致する。 
  - 特に界相空間はマッキー空間（英語版）になる。
- 任意の準完備（英語版）（即ち、任意の有界閉集合が完備）な界相空間は樽型だが、樽型でない界相空間は存在する。
- 任意の界相空間はノルム空間の帰納極限である。また任意の準完備界相空間はバナッハ空間の帰納極限である。
- 距離付け可能局所凸空間 X とその連続的双対 X′ に対し、以下は同値である:
  - {\displaystyle \beta (X',X)} は界相空間になる。
  - {\displaystyle \beta (X',X)} は準樽型空間になる。
  - {\displaystyle \beta (X',X)} は樽型空間になる。
  - X はdistinguished spaceである。
- X が界相空間で Y が局所凸位相線型空間のとき、線型写像 u: X → Y に対して以下は同値: 
  - u は連続である。
  - X の任意の有界部分集合 B に対して u(B) は有界である。
  - X における零列 (xn) に対し、(u(xn)) は Y の零列になる。
- 界相空間の強双対は完備だが、必ずしも界相空間でない。
- 界相空間の閉部分空間は必ずしも界相空間にならない。

## バナハ円板
X が位相線型空間のとき、X の部分集合 D が円板であるとは、それが凸かつ均衡であることを言う。円板 D はその線型包 span(D) を併呑し、ゆえにそのミンコフスキー汎函数がこの空間上の半ノルムを成す (これを μD または pD と書く)。空間 span(D) にこの半ノルムの誘導する位相を入れて得られる位相空間を XD とかく。この空間の零ベクトル 0 の近傍基は、r が任意の正の実数を亙るときの rD の形に書ける集合の全体からなる。
この空間は今の場合必ずしもハウスドルフではない（例えば、X = R2 で D を x-軸とするとき）。しかし、D が有界円板で X がハウスドルフならば、半ノルム μD はノルムになり、XD はノルム空間になる。D が有界で点列完備な円板で X がハウスドルフならば、空間 XD は実はバナハ空間になる。また、XD がバナハ空間になるような X の有界円板はバナハ円板 (Banach disk), 劣完備 (infracomplete), 有界完備 (bounded completant) などと呼ばれる。
局所凸ハウスドルフ空間 X と X の有界円板 D に対し、
- D が X において完備かつ T が X の樽型集合ならば、適当な数 r > 0 を選んで B ⊂ rT とすることができる。

### 例
- バナハ空間の任意の有界閉円板はバナハ円板である。
- U が X の零ベクトル 0 の凸均衡閉近傍ならば X の位相線型空間としての位相は r > 0 が任意の正数を亙るときの rU を近傍系として誘導される。この位相を持つ X を XU で表すが、この位相は必ずしもハウスドルフにも完備にもならない。そこでハウスドルフ空間 XU/Ker(μU) の完備化を {\displaystyle {\hat {X}}_{U}} で表せば、この {\displaystyle {\hat {X}}_{U}} は完備ハウスドルフ空間で μU はこの空間上のノルムになる。即ち {\displaystyle {\hat {X}}_{U}} バナハ空間である。U の極集合を D′ とすれば、X∗ において弱コンパクト有界等連続ゆえ、劣完備である。

## 超界相空間
位相線型空間 X の円板が劣界呑 (infrabornivorous) であるとは、それが任意のバナハ円板を併呑するときに言う。X が局所凸ハウスドルフならば、円板が劣界呑であるための必要十分条件は、それが任意のコンパクト円板を併呑することである。局所凸空間が超界相空間 (ultrabornological) であるとは、以下の条件
- 任意の劣界呑円板が 0 の近傍になる。
- X は、D が X の全てのコンパクト円板を亙るときの空間 XD の帰納極限に一致する。
- 任意のバナハ円板上で有界となるような X 上の半ノルムが必ず連続である。
- 任意の局所凸空間 Y と任意の線型写像 u: X → Y に対し、任意のバナハ円板上で u が有界ならば u は連続である。
- 任意のバナハ空間 Y と任意の線型写像 u: X → Y に対し、任意のバナハ円板上で u が有界ならば u は連続である。

の何れかを満たすときに言う。

### 性質
- 超界相空間の有限直積はまた超界相空間である。
- 超界相空間の帰納極限はまた超界相空間である。

## 注